# Магдалиновка
Магдали́новка (укр. Магдалинівка) — посёлок, Магдалиновский поселковый совет, Магдалиновский район, Днепропетровская область, Украина.
Является административным центром Магдалиновского района и Магдалиновского поселкового совета, в который, кроме того, входят сёла Дубравка и Кильчень.

## Географическое положение
Посёлок городского типа Магдалиновка находится на берегу реки Чаплинка, выше по течению на расстоянии в 3,5 км расположено село Водяное, ниже по течению примыкает село Евдокиевка. На расстоянии в 0,5 км расположено село Оленовка. По посёлку протекает несколько пересыхающих ручьёв с запрудами. Через посёлок проходят автомобильные дороги Т-0413 и Т-0414.

## История
Основана в 1778 году отставным секунд-майором Андреем Магденком. В XIX веке в селе располагался дворец Днепровского уездного предводителя дворянства Григория Ивановича Пироцкого.
Во время Великой Отечественной войны в 1941—1943 годах селение находилось под немецкой оккупацией.
В 1958 году присвоен статус посёлок городского типа.
В январе 1989 года численность населения составляла 6944 человека.
По состоянию на 1 января 2013 года численность населения составляла 6506 человек.

## Экономика
- КП «Магдалиновский маслозавод».
- Магдалиновский комбикормовый завод.
- Магдалиновский комбинат хлебопродуктов.
- Магдалиновское УЭГХ.

## Объекты социальной сферы
- Школа.
- Музыкальная школа.
- Профессионально-техническое училище № 88[4].
- Музей.

## Религия
- Храм равноапостольной Марии Магдалины.
- Церковь Святого Николая

## Галерея

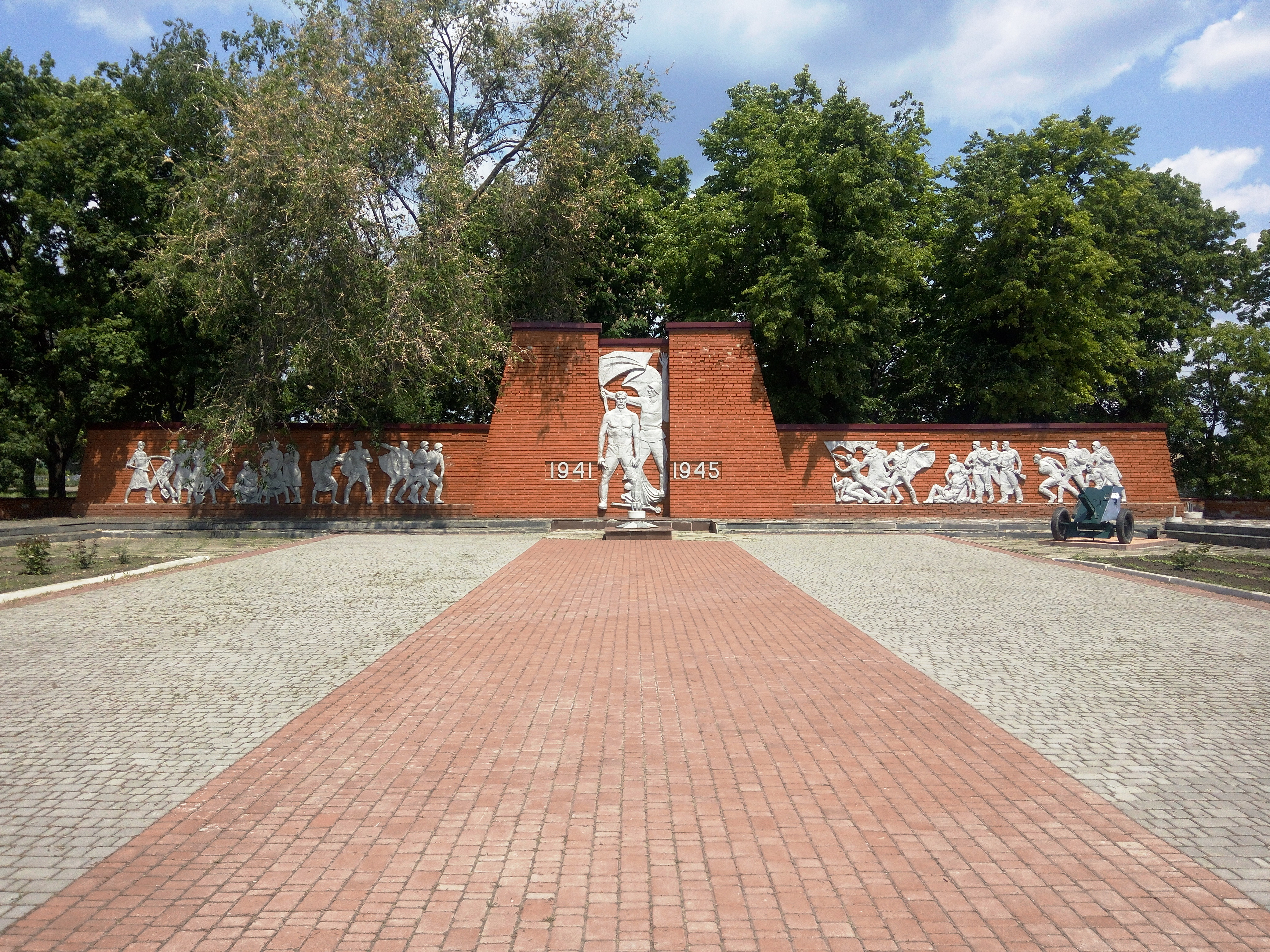
Военный мемориал землякам погибшим в годы ВОВ
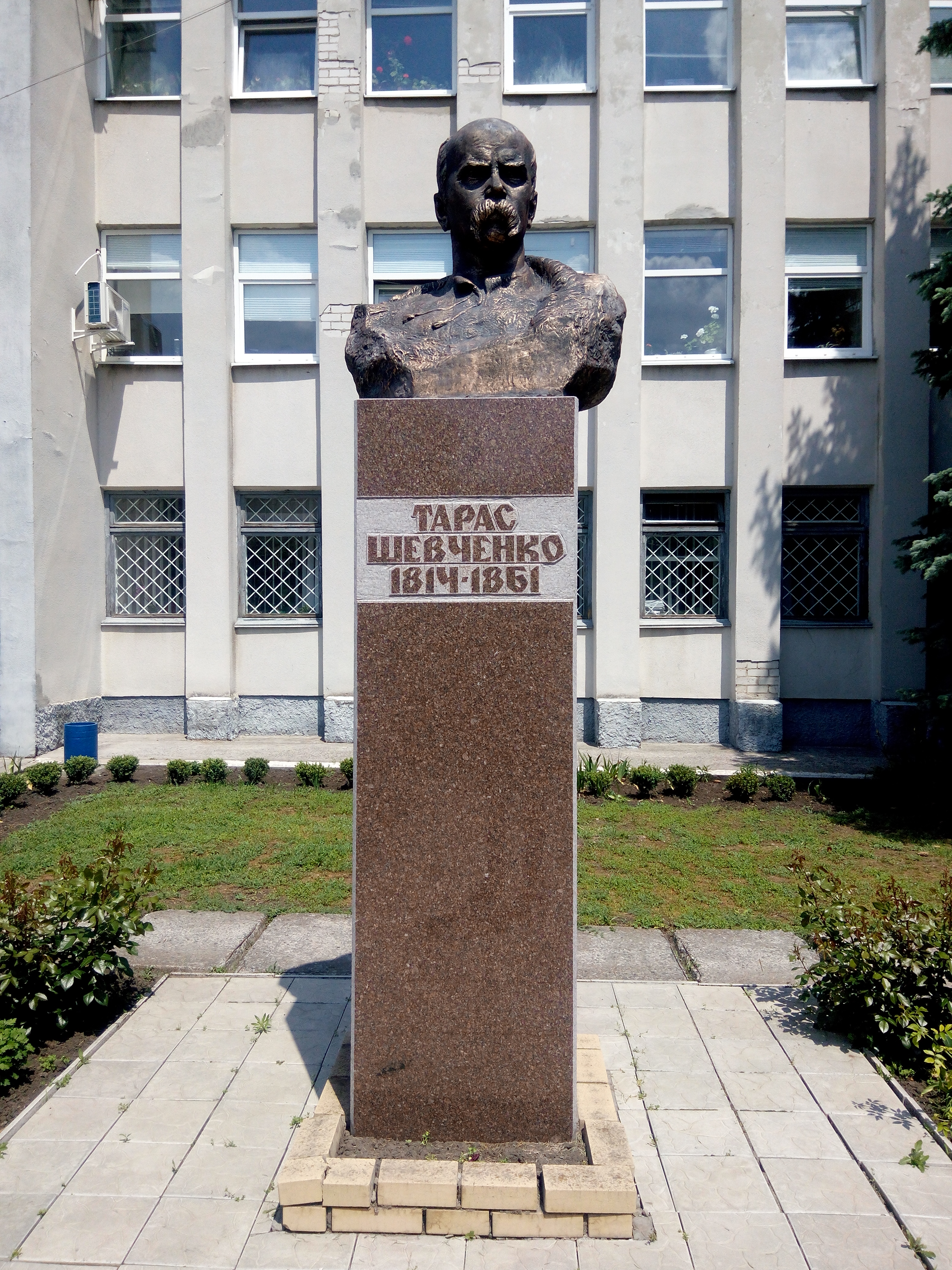
Бюст Т. Г. Шевченко
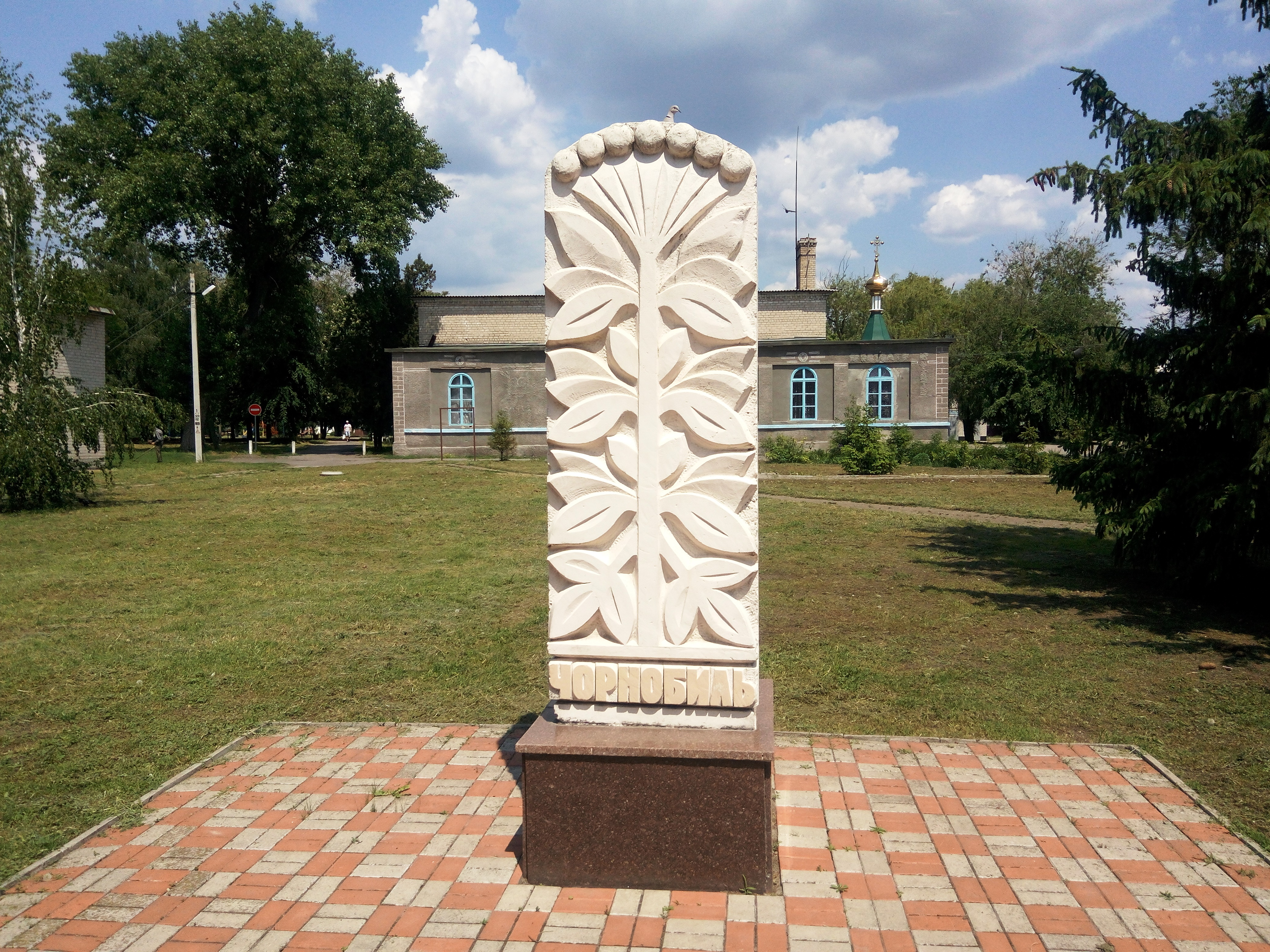
Памятник чернобыльцам
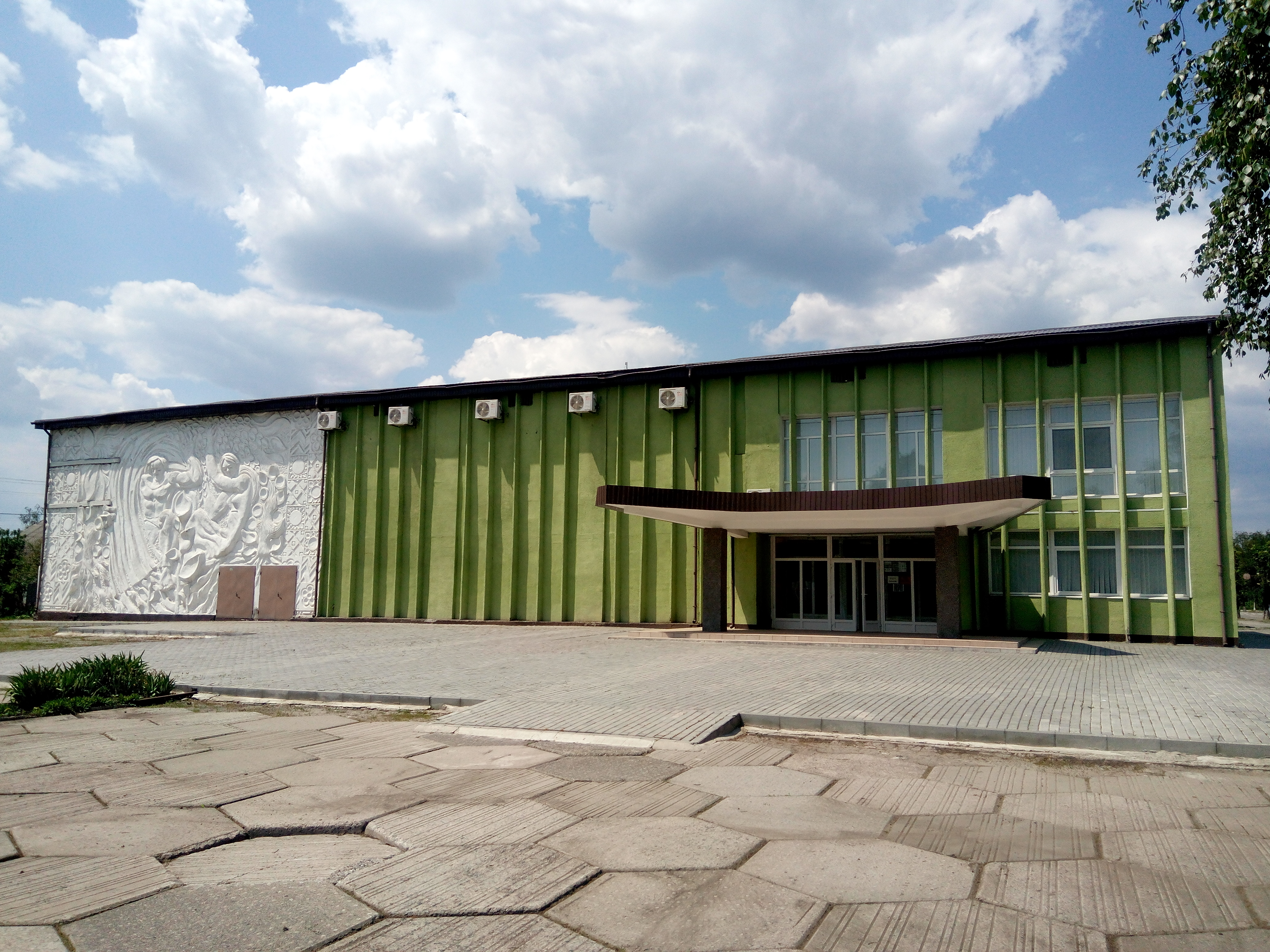
Районный дом культуры
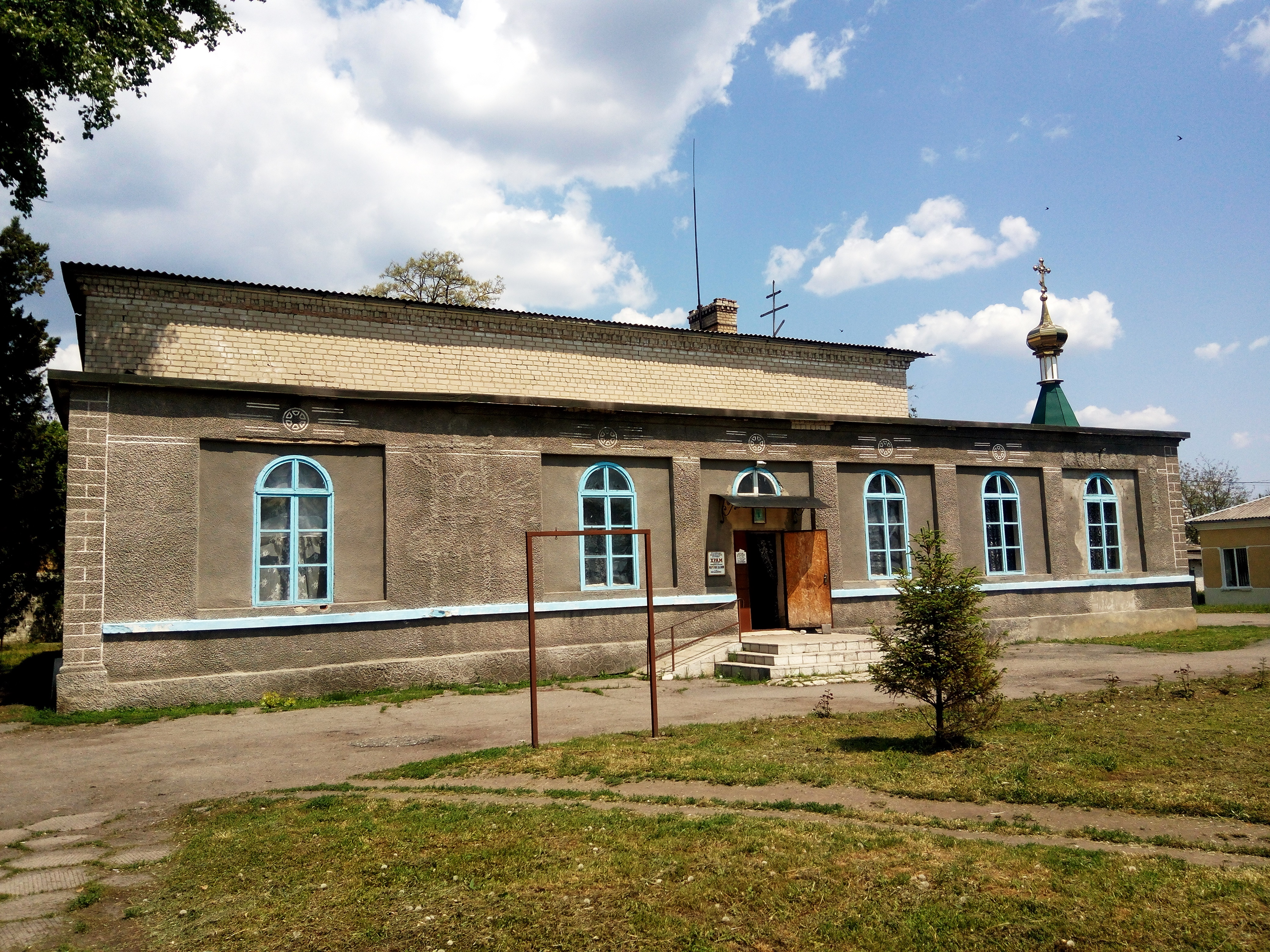
Храм равноапостольной Марии Магдалины
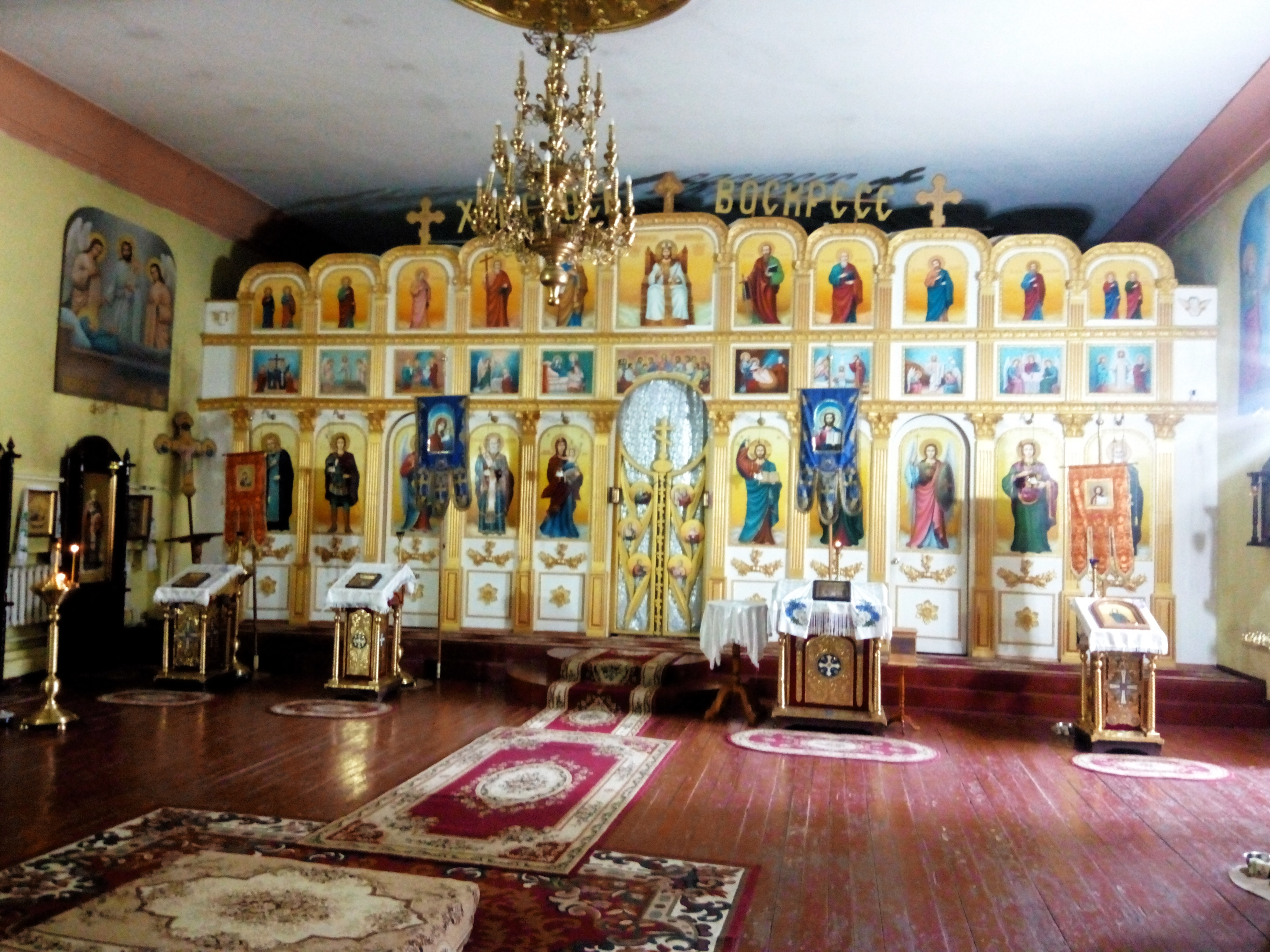
Иконостас храма Марии Магдалины
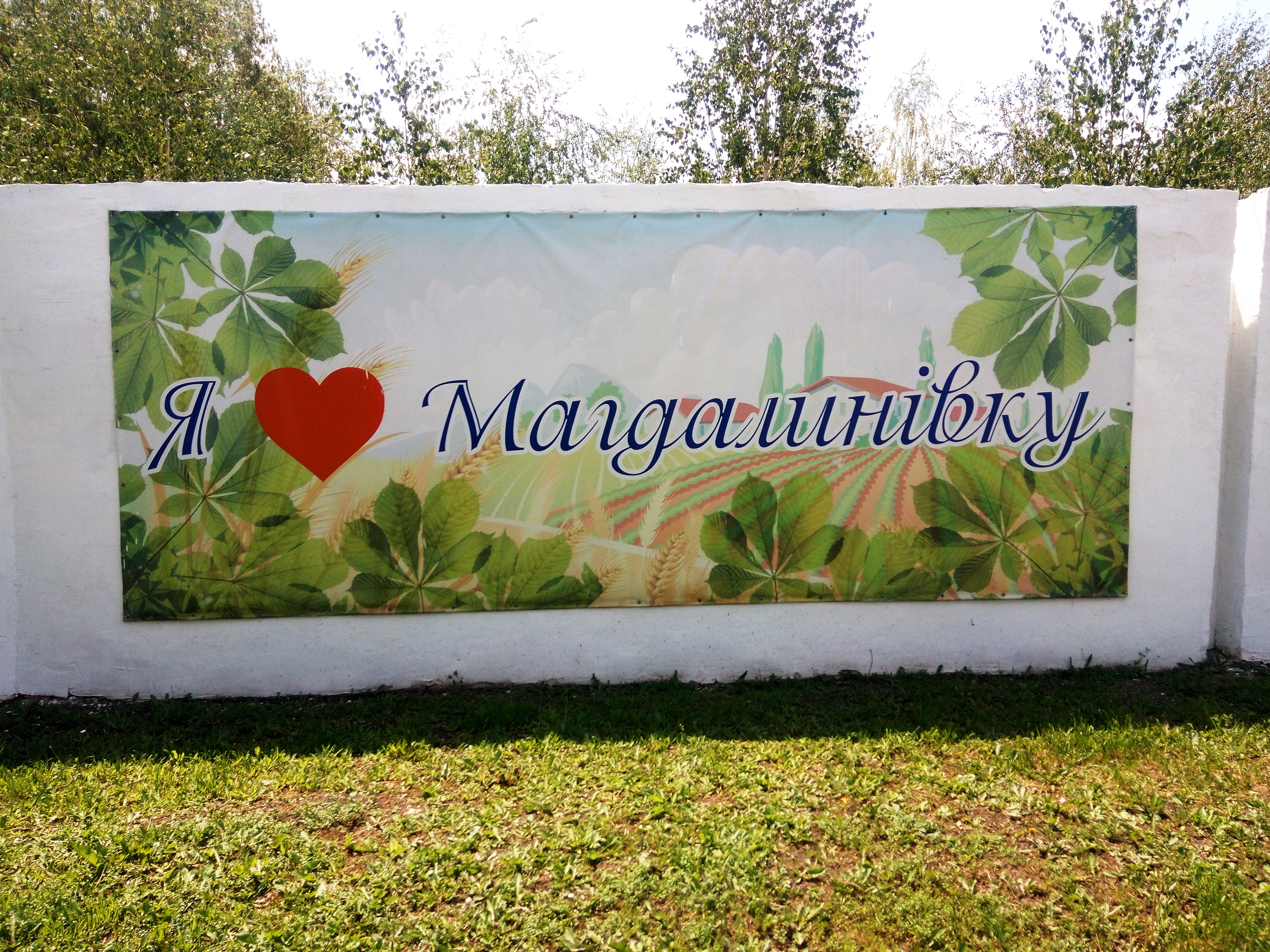
Арт-объект "Я люблю Магдалиновку"
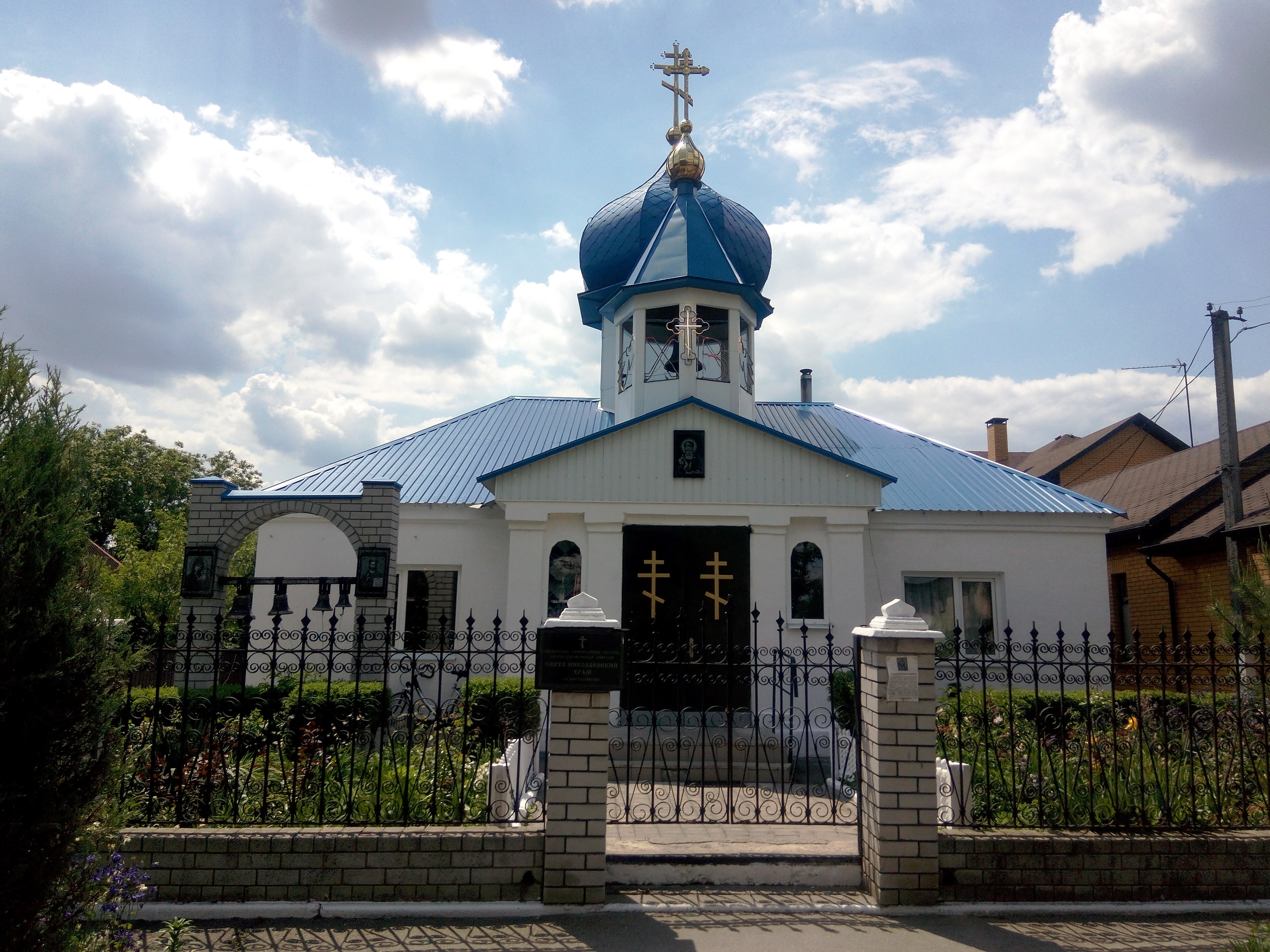
Свято-Николаевский храм (УПЦ)